# Протоевангелие
Протоевангелие (Первоевангелие) (лат. Protoevangelium) — в православном и лютеранском богословии концепция, согласно которой Евангелие (как благая весть Бога человечеству), во-первых, не тождественно первым четырём книгам Нового Завета, а во-вторых, было даровано ещё Адаму. Библейским основанием для этой концепции является фрагмент книги Бытия, где Бог говорит о «семени жены», которое поразит змея в голову (Быт. 3:15).

## Лютеранство
Одним из первых теологов на это обратил внимание Мартин Хемниц, не используя при этом сам термин «Протоевангелие»:
Евангелие было явлено Богом сразу после грехопадения
. О «пра-Евангелии» в Ветхом Завете упоминает и Адольф фон Гарнак. В основе этой концепции лежит принципиальное и догматическое разделение Закона и Евангелия, но не формальное (Закон = Ветхий Завет, а Евангелие = Новый Завет), а содержательное, согласно которому Закон — это действие запретов, а Евангелие — это провозглашение милосердия. Само понятие «евангелие» как «благовестие» (лат. evangelizas; нем. Predigerin) неоднократно встречается в Ветхом Завете (Ис. 40:9; Ис. 57:7; Ис. 61:1). Поскольку указание на приход Мессии содержатся ещё в Ветхом Завете, то там содержится и Евангелие. Эта концепция позволила некоторым лютеранским богословам утверждать существование Церкви не только до Христа, но и до Моисея. Например, Дж. Т. Мюллер (1934) утверждал, что «Церковь Христова значительно древнее Святого Писания». Сведенборг высказал гипотезу о существовании Древнейшей Церкви на территории Великой Татарии. В значительной мере такие гипотезы были обусловлены характером лютеранской (и протестантской в целом) экклезиологии, которая отвергала связь Церкви с апостольской преемственностью и утверждала наличие невидимой Церкви как «сообщества святых».

## Православие
В Толковой Библии Лопухина в комментарии на третью главу Бытия сказано следующее: «И между семенем твоим и семенем ее... Под семенем змия в ближайшем, буквальном смысле разумеется потомство естественного змия, т.е. все будущие особи этого рода, с которыми потомство жены, т.е. все вообще человечество, ведет исконную и ожесточенную войну, но в дальнейшем, определенном смысле путем этой аналогии символизируется потомство змия-искусителя, т.е. чада диавола по духу,
которые на языке Священного Писания именуются то «порождениями ехидны» (Мф. 3:7; 12:34; 23:33), то «плевелами на Божьей ниве» (Мф. 13:38—40), то прямо «сынами погибели, противления, диавола» (Ин. 8:44; Деян. 13:10). Из среды этих чад диавола Священное Писание особенно выделяет одного «великого противника», «человека беззакония и сына погибели», т.е. антихриста (2Фес. 2:3). В полной параллели с этим устанавливается и толкование семени жены: под ним точно
так же прежде всего разумеется все 
ее потомство — весь человеческий род;
в дальнейшем, определяемом контекстом речи смысле под ним разумеются благочестивые представители человечества, энергично боровшиеся с царившим на земле злом; наконец, из среды этого последнего Священное Писание дает основание выделить одного Великого Потомка, рождаемого от
жены (Гал. 4:4; Быт. 17:7, 17:19), в качестве
победоносного противника антихриста, главного виновника победы над
змием. <...> Если это божественное обетование о победе над диаволом служит живым источником утешения и радости для нас, то каким же лучом животворной надежды было оно для падших прародителей, впервые услыхавших из уст самого Бога эту радостнейшую весть? Поэтому данное обетование вполне заслуженно именуется «первоевангелием», т.е. первой благой вестью о грядущем Избавителе от рабства диаволу».